# Oogeneza

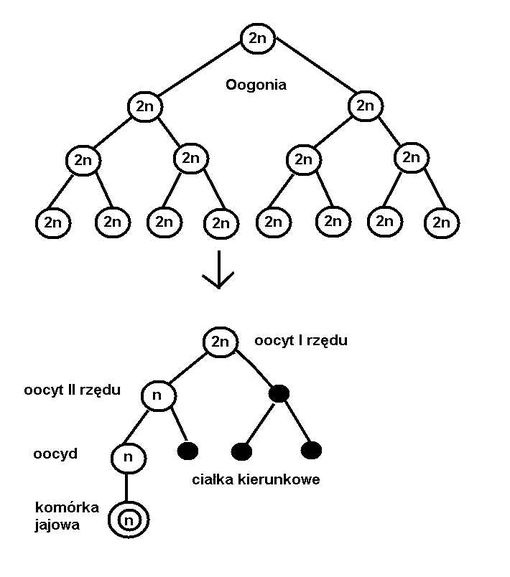
Schemat oogenezy

Oogeneza, owogeneza – zachodzący w jajnikach proces powstawania i dojrzewania komórek jajowych.
Jego pierwszym etapem jest wytworzenie z nabłonka płciowego oogoniów, które aktywnie dzielą się mitotycznie tworząc w końcu diploidalne oocyty I rzędu gromadzące żółtko (materiał zapasowy). Te dzielą się natomiast mejotycznie (niesymetrycznie) na haploidalne oocyty II rzędu oraz ciałka kierunkowe (polocyty). Oocyty II ulegają następnie kolejnemu niesymetrycznemu podziałowi mejotycznemu, odcinając kolejne ciałka kierunkowe oraz tworząc ootydę, która ostatecznie różnicuje się w komórkę jajową.
W wyniku oogenezy liczba chromosomów w komórce jajowej zmniejsza się o połowę (z 2n do n). Powstają w niej także informosomy.